# Cresco (Iowa)
Cresco es una ciudad situada en el condado de Howard, en el estado de Iowa, Estados Unidos. Según el censo de 2010 tenía una población de 3.868 habitantes.

## Geografía
Según la Oficina del Censo de los Estados Unidos, la localidad tiene un área total de 8,67 km², la totalidad de los cuales 8,67 km² corresponden a tierra firme.

## Demografía
Según el censo de 2010, había 3868 personas residiendo en la localidad. La densidad de población era de 446,14 hab./km². Había 1821 viviendas con una densidad media de 210,03 viviendas/km². El 97,34% de los habitantes eran blancos, el 0,41% afroamericanos, el 0,05% amerindios, el 0,36% asiáticos, el 0,75% de otras razas, y el 1,09% pertenecía a dos o más razas. El 1,63% de la población eran hispanos o latinos de cualquier raza.